# Metroid II: Return of Samus
Metroid II: Return of Samus (メトロイドII RETURN OF SAMUS, Metoroido Tsū Ritān Obu Samusu) é um jogo eletrônico de ação-aventura desenvolvido pela Nintendo Research & Development 1 e publicado pela Nintendo. É o segundo título da série Metroid e o primeiro para um console portátil, tendo sido lançado exclusivamente para Game Boy em novembro de 1991 na América do Norte, em janeiro de 1992 no Japão e em maio na Europa. A história acompanha a caçadora de recompensas Samus Aran em sua missão para exterminar os organismos metroid em seu planeta natal antes que os Piratas Espaciais (Space Pirates) possam obtê-los.
Metroid II recebeu críticas principalmente positivas. Os críticos elogiaram seu enredo e cenários, mas criticaram seus gráficos e áudio. No final de 2003, o jogo vendeu 1,72 milhão de cópias em todo o mundo. Uma sequência, Super Metroid, foi lançado para o Super Nintendo em 1994. Metroid II foi re-lançado como parte da biblioteca do Virtual Console do Nintendo 3DS em 2011. Um recriação foi lançada para o console portátil Nintendo 3DS em 2017.